# Theresa Serber Malkiel

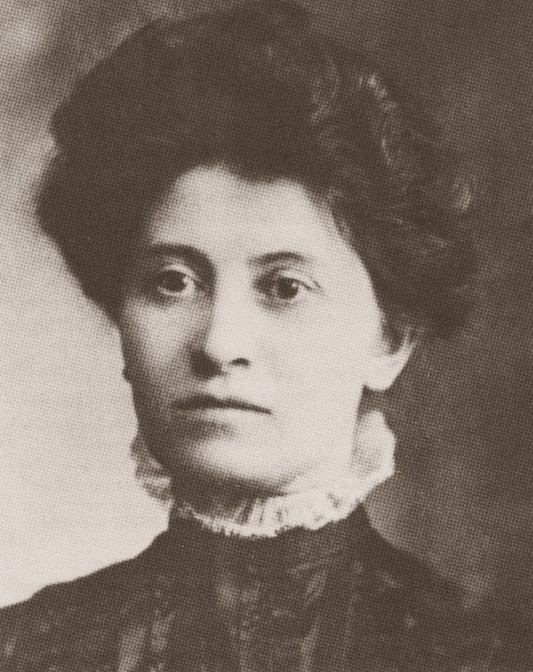
Theresa Malkiel, um 1910

Theresa Serber Malkiel (* 1. Mai 1874 in Bar, Russisches Kaiserreich; † 17. November 1949 in New York) war eine sozialistische und feministische Aktivistin sowie Autorin und Journalistin. Sie arbeitete Anfang des 20. Jahrhunderts in einer New Yorker Kleiderfabrik und führte als sozialistische Gewerkschafterin einen nationalen Frauentag Amerikas ein. Sie begründete damit den Vorläufer des heutigen internationalen Frauentages am 8. März.

## Leben
Aufgewachsen mit sechs Schwestern in einer gebildeten jüdischen Familie als Tochter des Charles Serber (1842–1902) und dessen Ehefrau Annie geb. Stock (1850–1901) in der heutigen Ukraine, emigrierte sie 1891 mit ihrer Familie aufgrund der zunehmenden Entrechtung von Juden in die Vereinigten Staaten. Dort arbeitete sie unter prekären Bedingungen in der Textilindustrie. Sie trat dem russischen Arbeiterclub bei. 1892 gehörte sie zu den Gründerinnen der Infant Cloak Makers Union, der sie als Präsidentin vorstand und die sie 1899 der Organisation Knights of Labor anschloss.
1899 trat sie der Sozialistischen Partei Amerikas bei. Dort frustrierte sie das Desinteresse an den Problemen der Arbeiterinnen, während gleichzeitig theoretische Gleichberechtigung bejaht wurde. Dies brachte sie in ihrem Essay von 1909 Where Do We Stand on the Woman Question? („Wie stehen wir zur Frauenfrage“) zum Ausdruck:
Die Arbeiterin von heute befindet sich zwischen zwei Fronten – auf der einen Seite steht die kapitalistische Klasse, ihr erbitterter Feind; sie sieht in ihrer Emanzipation eine weitreichende Gefahr und versucht mit all der Macht ihres Kapitals, ihrem potentiellen Aufstieg in die zivilisierte Welt Widerstand zu leisten. In ihrer Verzweiflung wendet sich die Arbeiterin an ihre Brüder in der Hoffnung, in ihrer Mitte eine starke Unterstützung zu finden, doch sie ist zum Scheitern verurteilt, denn sie entmutigen ihr Engagement und sind völlig gleichgültig gegenüber dem Ausgang ihres Kampfes.
1900 heiratete sie den Rechtsanwalt Leon A. Malkiel (1866–1932), ein aktives Mitglied der Socialist Labor Party of America. Mit ihm hatte sie eine Tochter, Henrietta (1901–1968). Die Familie zog nach Yonkers. Aus familiären Gründen gab sie ihre Arbeit in der Bekleidungsindustrie auf, sie blieb jedoch weiterhin politisch aktiv.

## Aktivismus
Im Jahr 1905 gründete Malkiel die Women’s Progressive Society von Yonkers, die später eine Zweigstelle der Sozialistischen Frauenvereinigung von New York wurde. Obwohl die Sozialistische Partei offiziell dem Separatismus ablehnend gegenüberstand, war Malkiel der Meinung, dass eine Frauenorganisation notwendig war, um Frauen in die Partei zu holen und als Übungsfeld für Frauenaktivistinnen zu dienen. Frauen seien es leid, in der Partei nur „offizielle Kuchenbäckerinnen und Geldsammlerinnen“ zu sein, sagte sie.
Weiterhin schrieb sie sozialistische Propagandafaltblätter und veröffentlichte zahlreiche Artikel über Sozialismus und die Frauenfrage in Zeitschriften wie der Progressive Woman, Machinists’ Monthly und der International Socialist Review.
Sie schrieb für die Tageszeitung der Sozialistischen Partei in New York City, als die Blusenmacherinnen 1909 einen Generalstreik durchführten. Daran sollen sich zwischen 20.000 und 40.000 Frauen beteiligt haben. Unterstützt von der Socialist Party of America, organisierte Malkiel am 28. Februar 1909 den „National Women’s Day“, der als Vorläufer des Weltfrauentags gilt.
1910 veröffentlichte Malkiel ihren Roman The Diary of a Shirtwaist Striker. Darin beschreibt sie den Streik aus den Augen einer in den Vereinigten Staaten geborenen streikenden Arbeiterin, die sich zunächst den Arbeiterinnen ausländischer Herkunft überlegen wähnt. Das Buch trägt die Widmung: „Die Autorin widmet dieses Tagebuch liebevoll den namenlosen Heldinnen des Streiks der Blusenmacherinnen.“ Als am 25. März 1911 beim Brand der Triangle Shirtwaist Factory fast 150 Textilarbeiterinnen umkamen, lenkte Malkiels Roman zusätzliche Aufmerksamkeit auf die Missstände.
Im Jahr 1911, während einer Vortragsreise im amerikanischen Süden, betonte sie das Problem der weißen Vorherrschaft innerhalb der Sozialistischen Partei Amerikas.
Seit 1932 organisierte sie ein Sommercamp für Bildung für erwachsene Frauen, Arbeiterinnen und besonders für immigrierte Frauen, das sie bis zu ihrem Tod weiterführte.

## Schriften (Auswahl)
- Woman and the Socialist Party The Socialist Woman, vol. I, 12, 5-1908.
- Our Unfortunate Sisters. The Socialist Woman, vol. II, 18, 11-1908.
- The Emancipation of Women. Machinists' Monthly Journal, vol. XXI, 1, 1-1909.
- Where Do We Stand on the Woman Question?. International Socialist Review, vol. 10, 8-1909. (Online)
- The Diary of a Shirtwaist Striker: A Story of the Shirtwaist Makers' Strike in New York. New York: The Co-operative Press, 1910. (Digitalisat bei Internet Archive)
- Which is Better for Women, the Woman Suffrage Movement, or the Socialist Party?. The Progressive Woman, vol. IV, 37, 6-1910.
- “Socialists” Despise Negroes in the South: “Comrades” Refuse to Allow Colored Men in Meeting Halls or Party. The New York Call, 21-08-1911.
- Child Labor. The Railroad Trainman, vol. XXX, 10, 10-1913.